# Base aérea de Kotlas-Savvatiya
La Base aérea de Kotlas-Savvatiya (en ruso: Аэродром Котлас-Савватия; ICAO: ULKS; IATA: ), es un aeropuerto militar situado 29 km al sur de Kotlas y cerca de la población de Savvatiya, en el óblast de Arjánguelsk, Rusia. 

## Pista
Kotlas-Savvatiya dispone de una pista de hormigón en dirección 12/30 de 2.500x60 m. (8202x197 pies).

## Operaciones militares
Hasta septiembre de 2010 en el aeródromo estaba emplazada la 3ª escuadrilla de caza correspondiente al regimiento 458 GP IAP. Este regimiento es el resultado de la fusión, en 1993, del mismo 458 con el 72 Gv IAP.
Originalmente utilizaban los interceptores Tu-128 (designación OTAN: Fiddler) y MiG-25 (designación OTAN: Foxbat). Tras la fusión el regimiento fue rearmado con los cazas MiG-31 (designación OTAN: Foxhound-A).

## Enlaces externos

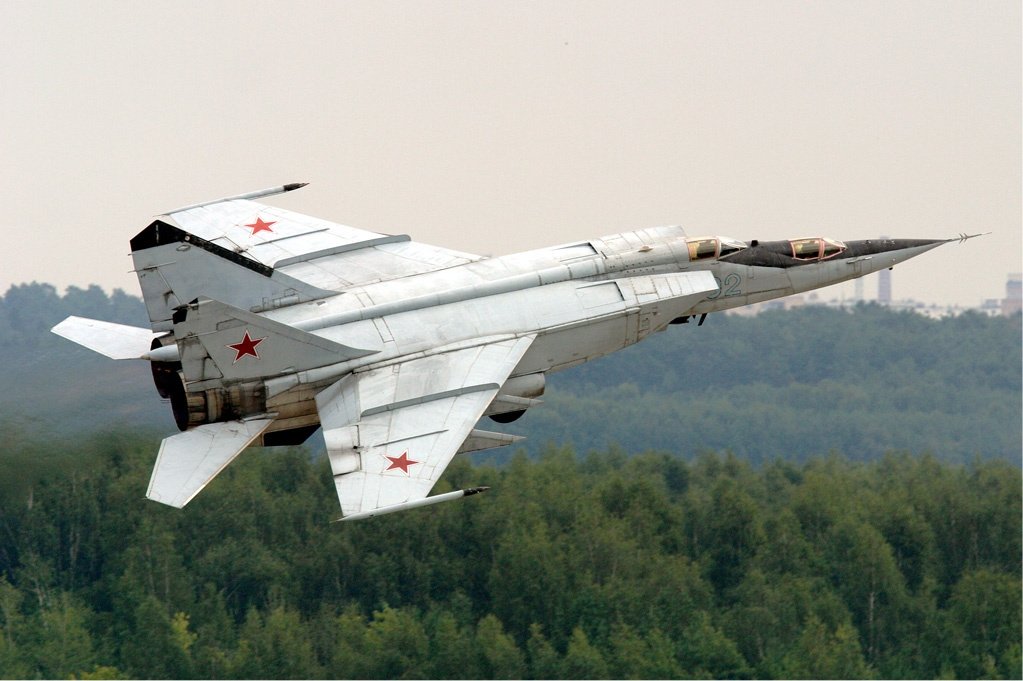
MiG 25 Foxbat
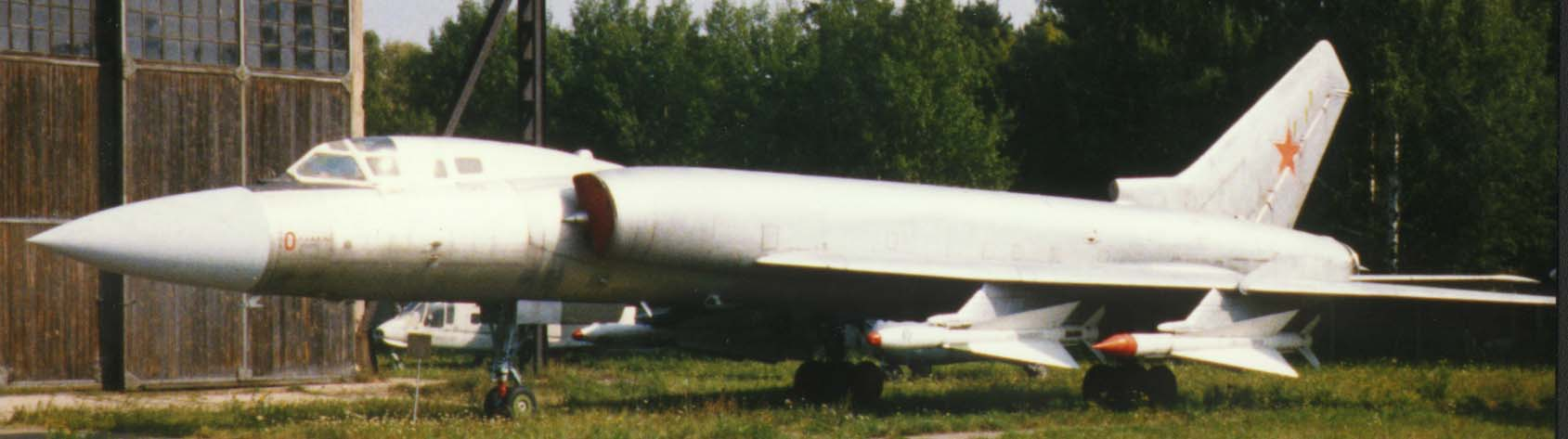
Tu-128 Fiddler
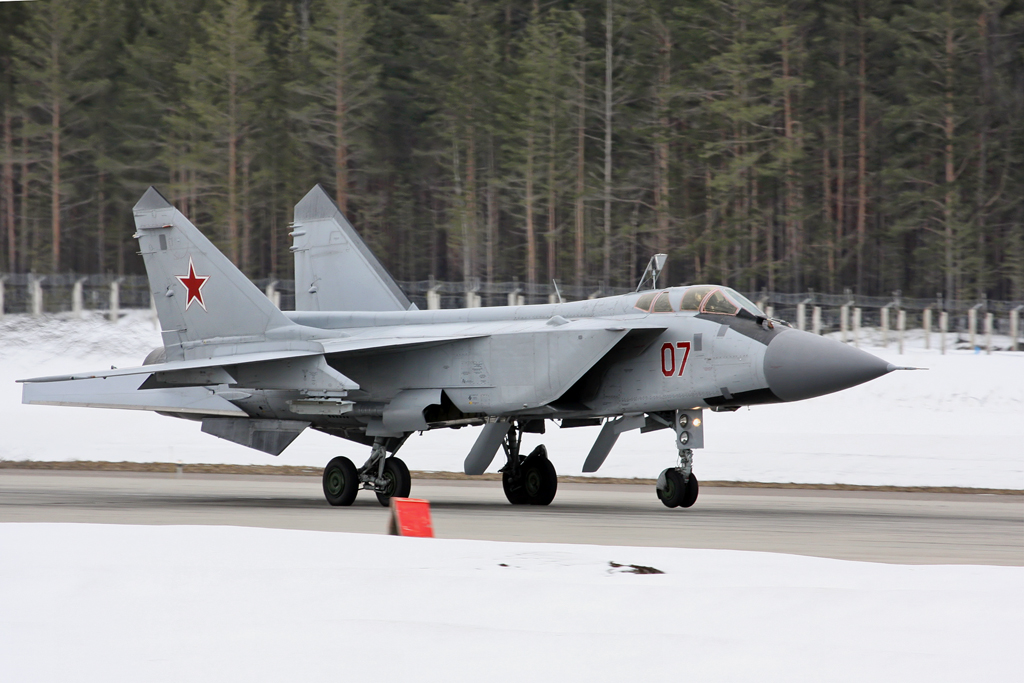
MiG-31 Foxhound